# Mitmita
Mitmita è una miscela di spezie polverizzate, usata nella cucina etiope.

## Composizione
- Bird's eye
- cardamomo
- chiodi di garofano
- cannella
- cumino
- zenzero
- sale